# 前760年
| 千纪： | 前1千纪 |
| 世纪： | 前9世纪 \| 前8世纪 \| 前7世纪 |
| 年代： | 前790年代 \| 前780年代 \| 前770年代 \| 前760年代 \| 前750年代 \| 前740年代 \| 前730年代 |
| 年份： | 前765年 \| 前764年 \| 前763年 \| 前762年 \| 前761年 \| 前760年 \| 前759年 \| 前758年 \| 前757年 \| 前756年 \| 前755年                                                                                          |
| 纪年： | 辛巳年（蛇年）；周平王十一年；周攜王十一年；魯惠公九年；齊莊公三十五年；晉文侯二十一年；秦文公六年；楚蚡冒四年；宋武公六年；衛武公五十三年；陳平公十八年；蔡共侯二年；曹惠伯三十六年；鄭武公十一年；燕鄭侯五年 |

## 逝世
- 蔡共侯，蔡國國君。[1]
- 曹惠伯、石甫，曹國國君。[2]